# Brazil labdarúgó-bajnokság (másodosztály)

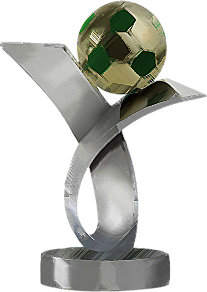
A Série B bajnoki trófeája

A Campeonato Série B a brazil labdarúgó-bajnokságok második szintje. 1971-ben indult útjára és szinte minden évben változott a lebonyolítási rendszer. 2006 óta szerepel 20 csapat a bajnokságban, melyben két mérkőzést játszanak az együttesek egymással, hazai illetve idegen pályán. A szezon végén az első négy helyezett csapat helyet cserél a Série A négy leggyengébb teljesítményt nyújtó csapatával. Az utolsó négy helyen végző csapatok pedig búcsúznak a ligától és a Série C küzdelmeiben folytatják a következő szezontól.
33 csapat nyerte meg eddig a bajnoki trófeát. A 2016-os bajnokságot az Atlético Goianiense együttese nyerte, így jogot szerzett az első osztályú szereplésre.

## Története
1971-ben a Série A alapításával párhuzamosan alakult meg a másodosztályú bajnokság. Bár a CBF ezen kezdeményezése az állami ligák, úgynevezett egybeolvasztását igényelte, amely elég bonyolulttá tette a második vonal működését.
Az 1986-os bajnokságban 80 csapat indult és a legjobbnak vélt 44 csapatot 4 csoportba osztották, közülük a csoport győztesei jutottak fel az első osztályba. A fennmaradó 36 egyesület szintén 4 csoportba került és küzdhetett a második vonalban maradásért. 
A feljutó csapatokat (Treze FC, Inter de Limeira, Central (PE), Criciúma) nem hivatalos bajnokokká avatták, amit a CBF a mai napig nem ismer el.
2006 óta él a ma is érvényben élő rendszer, melyben a részt vevő 20 csapat két alkalommal játszik egymással és a szezon végén 4 feljutó valamint 4 kieső csapat szerepel a tabellán.

## A 2017-es szezon résztvevői
| Csapat            | Város              | Állam | Stadion                  | Férőhely |
| ----------------- | ------------------ | ----- | ------------------------ | -------- |
| ABC               | Natal              | RN    | Frasqueirão              | 15 082   |
| América Mineiro   | Belo Horizonte     | MG    | Independência            | 23 000   |
| Boa               | Varginha           | MG    | Melão                    | 15 471   |
| Brasil de Pelotas | Pelotas            | RS    | Bento Freitas            | 18 000   |
| Ceará             | Fortaleza          | CE    | Presidente Vargas        | 20 268   |
| CRB               | Maceió             | AL    | Trapichão                | 20 801   |
| Criciúma          | Criciúma           | SC    | Heriberto Hülse          | 28 749   |
| Figueirense       | Florianópolis      | SC    | Orlando Scarpelli        | 19 908   |
| Goiás             | Goiânia            | GO    | Serra Dourada            | 41 574   |
| Guarani           | Campinas           | SP    | Brinco de Ouro           | 32 453   |
| Internacional     | Porto Alegre       | RS    | Beira-Rio                | 51 300   |
| Juventude         | Caxias do Sul      | RS    | Alfredo Jaconi           | 23 726   |
| Londrina          | Londrina           | PR    | Estádio do Café          | 31 036   |
| Luverdense        | Lucas do Rio Verde | MT    | Passo das Emas           | 10 000   |
| Náutico (PE)      | Recife             | PE    | Arena Pernambuco         | 46 154   |
| Oeste             | Itápolis           | SP    | Idenor Picardi Semeghini | 16 143   |
| Paraná            | Curitiba           | PR    | Durival Britto e Silva   | 20 083   |
| Paysandu          | Belém              | PA    | Curuzú                   | 16 200   |
| Santa Cruz        | Recife             | PE    | Arruda                   | 60 044   |
| Vila Nova         | Goiânia            | GO    | OBA                      | 11 788   |

## Az eddigi győztesek
| Klub                 | Állam | Bajnoki cím |
| -------------------- | ----- | ----------- |
| Coritiba             | PR    | 2           |
| Goiás                | GO    | 2           |
| Palmeiras            | SP    | 2           |
| Paraná               | PR    | 2           |
| Paysandu             | PA    | 2           |
| América Mineiro      | MG    | 1           |
| Americano (RJ)       | RJ    | 1           |
| Atlético Goianiense  | GO    | 1           |
| Atlético Mineiro     | MG    | 1           |
| Athletico Paranaense | PR    | 1           |
| Botafogo             | RJ    | 1           |
| Bragantino           | SP    | 1           |
| Brasiliense          | DF    | 1           |
| Campo Grande         | RJ    | 1           |
| Central Caruaru      | PE    | 1           |
| Corinthians          | SP    | 1           |
| Criciúma             | SC    | 1           |
| Gama                 | DF    | 1           |
| Grêmio               | RS    | 1           |
| Guarani              | SP    | 1           |
| Inter de Limeira     | SP    | 1           |
| Joinville            | SC    | 1           |
| Juventude            | RS    | 1           |
| Juventus             | SP    | 1           |
| Londrina             | PR    | 1           |
| Operário (MS)        | MS    | 1           |
| Portuguesa           | SP    | 1           |
| Sampaio Corrêa       | MA    | 1           |
| Sport Recife         | PE    | 1           |
| Treze                | PB    | 1           |
| Tuna Luso            | PA    | 1           |
| Uberlândia           | MG    | 1           |
| União São João       | SP    | 1           |
| Vasco da Gama        | RJ    | 1           |
| Villa Nova           | MG    | 1           |